# Andrzej Bors
Andrzej Bors (ur. 12 czerwca 1930 w Badnarach) – polski działacz państwowy i prawnik, podsekretarz stanu w Ministerstwie Handlu Wewnętrznego i Usług (1982–1983).

## Życiorys
Syn Mariana i Stanisławy. W 1948 zdał maturę w Państwowym Gimnazjum i Liceum im. Stefana Batorego w Warszawie, zaś w 1953 ukończył studia prawnicze na Uniwersytecie Warszawskim, specjalizując się w zakresie prawa cywilnego. W 1962 odbył trzymiesięczny kurs marketingu na Uniwersytecie Harvarda. Nie należał do żadnej partii politycznej. W 1951 rozpoczął pracę jako starszy radca w Ministerstwie Handlu Wewnętrznego, od 1957 do 1965 pozostawał w nim naczelnikiem wydziału. W latach 1965–1969 wicedyrektor ds. handlowych w Centrali Spożywczej w Warszawie. Następnie od 1969 kierował Departamentem Artykułów Spożywczych MHW (przekształconym w 1972 w Ministerstwo Handlu Wewnętrznego i Usług), a później do 1981 Departamentem Koordynacji Zaopatrzenia Rynku. W ramach tego resortu od sierpnia 1981 do września 1982 pozostawał dyrektorem generalnym, następnie od września 1982 do listopada 1983 podsekretarzem stanu.